# Masacre de Ikabarú
La masacre de Ikabarú ocurrió el 22 de noviembre de 2019 cuando un grupo de sujetos asesinaron a nueve personas, entre los que se encontraban indios pemones y funcionarios del Estado. El suceso se llevó a cabo en la mina Ikaburú, en el municipio de Gran Sabana, en el estado Bolívar, Venezuela.
El 5 de diciembre, el gobierno de Venezuela informó que detuvo a ocho presuntos implicados en la masacre, pero para la población del sector, el mismo gobierno tiene complicidad con lo ocurrido ya que la zona pertenece a un punto militarizado de la frontera con Brasil de abundante violencia y corrupción política. De la masacre solo se registró como sobreviviente un herido por bala.

## Ataque

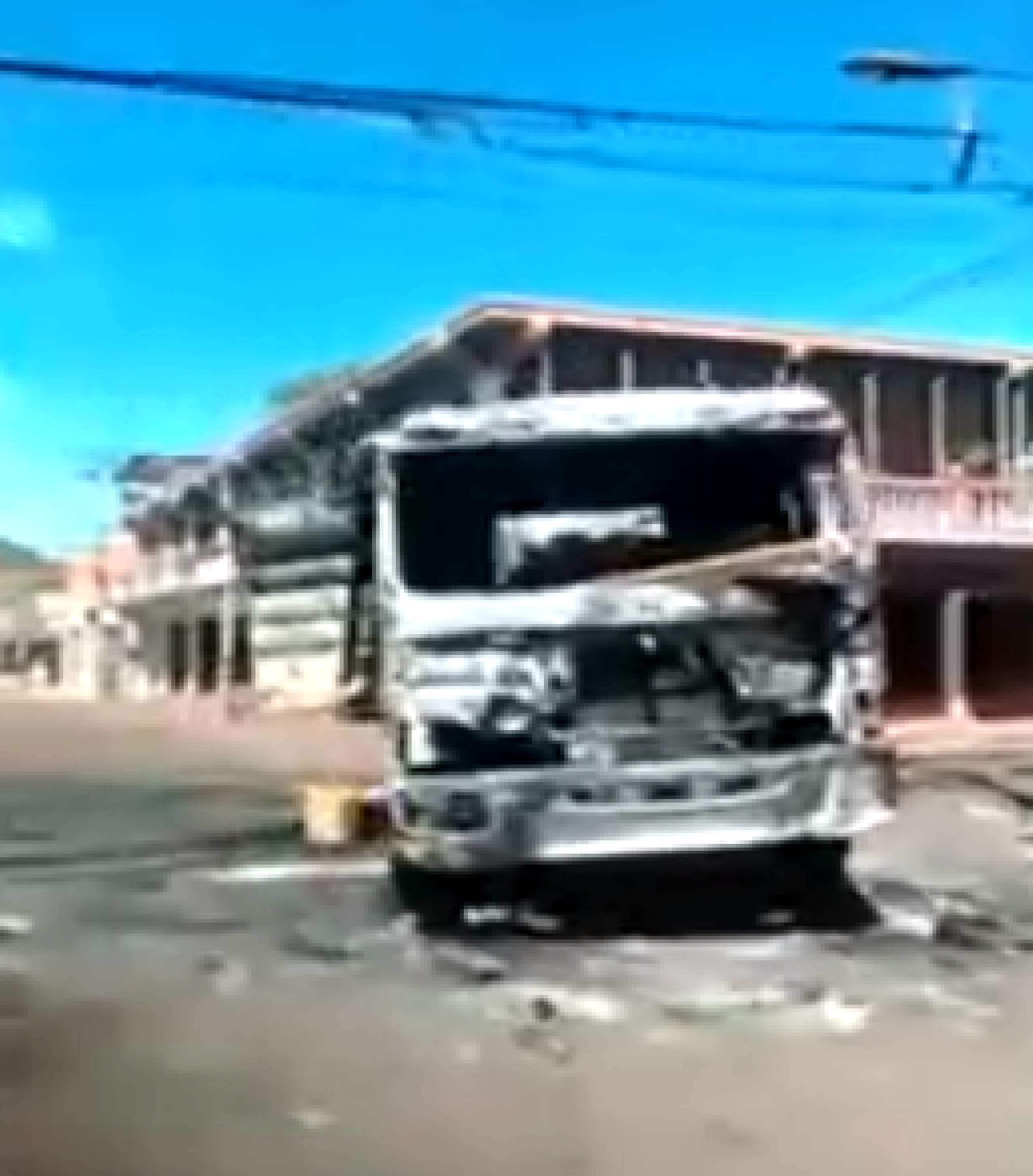
Santa Elena de Uairén, ciudad de la Gran Sabana, destruida por los enfrentamientos entre pobladores pemones y el gobierno por la intentona de ingresar ayuda humanitaria el 23 de febrero de 2019.

La masacre se desarrolló el 22 de noviembre en las inmediaciones de la mina Ikaburú que forma parte del Arco Minero del Orinoco, en una área fronteriza que tiene presencia de las guerrillas colombianas Fuerzas Armadas Revolucionarias de Colombia (FARC) y Ejército de Liberación Nacional (ELN). También es una zona militarizada por la Fuerza Armada Nacional Bolivariana desde febrero de 2019 cuando desde Colombia se intentó ingresar ayuda humanitaria por la escasez de productos de primera necesidad. Cuando un grupo de hombres ingreso al área de la mina y dispararon indiscriminadamente contra todo los presentes, del ataque siete fueron los fallecidos.
Marino Alvarado, de la ONG PROVEA, comunicó:

Dispararon indiscriminadamente. No fue que seleccionaron a las personas y los mataron sino que hicieron disparos genéricos contra un grupo de personas. A quien le corresponde determinar los motivos del ataque es al Ministerio Público.

Además Alvarado informó que los atacantes llevaba vestidos oscuros y algunos también máscaras. El 25 de noviembre la ONG Foro Penal informó que se encontró otro dos cuerpos por la mañana.

### Víctimas
Se logró registrar la identidad de algunas víctimas fallecidas:  Máximo Jeremy Muñóz Solano (17), Luis Alejandro Fernández Gómez (28), Richard Antonio Rodríguez Galvis (30), Eslie Ezequiel Basanta (33) y Edison Ramón Soto Suárez (46), este último pertenecía a la comunidad pemón. También se registró a Jhonny López como único sobreviviente.

## Investigación
El 5 de diciembre el fiscal general de Venezuela, Tarek William Saab, comunicó que se capturaron a los implicados en la masacre. Misma noticia brindó el gobernador del estado Bolívar, Justo Noguera Pietri (excomandante de la Guardia Nacional). Entre los detenidos se encuentra el propio Jhonny López.

### Responsabilidad
Aunque para el gobierno el motivo de la masacre fue un enfrentamiento entre mafias para apropiarse del comercio ilegal de oro y droga, especialmente de un grupo sindicato que lleva el nombre de "El Ciego". Para determinado sector de la población, los responsables de la masacre tienen relación con el gobierno, pudiendo ser propios miembros de la Guardia Nacional Bolivariana y el Servicio Bolivariano de Inteligencia Nacional. También cuestionan que los capturados por Saab sean realmente los asesinos.
El exalcalde de Gran Sabana y dirigente del pueblo pemón Ricardo Delgado escribió mediante Twitter:

Extrañamente, a Johny López, el único herido sobreviviente, lo trasladaron engañado desde el hospital general de Boa Vista ofreciéndole atención médica. Al llegar a la frontera, lo incriminaron. El lunes lo presentaron ante el tribunal y le imputaron como autor de la masacre..

Entre los presuntos implicados se registró a un ciudadano de nacionalidad brasileña. También algunos dirigentes indígenas pemones dijeron que al presidente Nicolás Maduro «no le ha bastado acabar con PDVSA y saquear las riquezas petroleras, ahora destruye el ecosistema más frágil del planeta [en referencia a La Gran Sabana] para saquear su riqueza aurífera y mantenerse usurpando el poder en Venezuela».
Aparte, la exfiscal general de Venezuela, Luisa Ortega Díaz, denunció a través de su cuenta en Twitter al almirante William Serantes Pinto junto al gobernador del estado Bolívar, Justo Noguera Pietri, de estar «presuntamente» implicados. Sin embargo, no se presentaron cargos contra ambas autoridades, pese al anuncio de Ortega Díaz.

## Reacciones
La Corte Interamericana de Derechos Humanos expresó sus condolencias y condenó el ataque.